# Sarcococca orientalis
Espèce
Classification APG III (2009)
Sarcococca orientalis est une espèce d'arbuste de la famille des Buxacées.
Nom chinois : 东方野扇花.

## Description
Il s'agit d'un petit arbuste à feuillage persistant, de moins de deux mètres de haut et des croissance très lente. Les feuilles sont alternes, coriaces, vert brillant, entières, oblongues lancéolées.
Sa floraison est printanière ou automnale. Les fleurs mâles sont sessiles alors que les fleurs femelles sont pétiolées.
Les fruits sont des drupes noires à une ou deux graines. Elles sont matures trois mois après la floraison.

## Répartition
Cette espèce est de Chine (Fujian, Guangdong, Jiangxi, Zhejiang).